# قداحیه
قداحیه یک منطقهٔ مسکونی در لیبی است که در استان مصراته واقع شده‌است. قداحیه ۳۰ متر بالاتر از سطح دریا واقع شده‌است.